# Peñafuente
Peñafuente (oficialmente en eonaviego Penafonte) es una parroquia del concejo asturiano de Grandas de Salime, en España, y una aldea de dicha parroquia.
La parroquia tiene una población de 89 habitantes (2009) repartidos en 43 viviendas (2001) y una extensión de 18,99 km². 
La aldea de Peñafuente está situada a 11,5 km de la capital del concejo, Grandas y a una altitud de 850 m.
El templo parroquial está dedicado a Santa María Magdalena.

## Poblaciones
Según el nomenclátor de 2009, la parroquia comprende las poblaciones de:
- La Aviñola (A Viñola, oficialmente) (aldea): 3 habitantes;
- Brañota (A Brañota) (lugar): deshabitado;
- Bustelo del Camino (Bustelo del Camín) (lugar): 6 habitantes;
- Gestoselo (Xestoselo) (lugar): 19 habitantes;
- Gestoso (Xestoso) (lugar): 4 habitantes;
- La Lieira (A Lleira) (lugar): 4 habitantes;
- Peñafuente (Penafonte) (aldea): 26 habitantes;
- Peñafurada (Penafurada) (aldea): 3 habitantes;
- La Pontiga (A Pontiga) (aldea): deshabitada;
- Seoane (Soane) (aldea): 1 habitante;
- Silvallana (Silvañá) (aldea): 15 habitantes;
- Teijeira (Teixeira) (aldea): 8 habitantes;
- Valabelleiro (Valabilleiro) (lugar): deshabitado;
- Vegadecima (Veigadecima) (lugar): deshabitado.